# Alison Lever
Alison Lever, född 13 oktober 1972, är en friidrottare från Australien. Hon deltog vid olympiska sommarspelen 2000.